# Элон, Эмуна
Эмуна Элон (ивр. אמונה אלון‎, род. 28 апреля 1955, Иерусалим) — израильская писательница, журналистка и активистка за права женщин.

## Биография
Эмуна Элон родилась в 1955 году в Иерусалиме в семье раввина и профессора Пинхаса Хакоэна Пели и его жены Пнины. Она выросла в Иерусалиме и Нью-Йорке, много лет жила в израильском поселении Бейт-Эль и в настоящее время живёт в Иерусалиме. Она была замужем за покойным раввином Биньямином Элоном, бывшим депутатом Кнессета, и является матерью шестерых детей. Имя Эмуна означает вера.
С 1991 по 2005 год она вела колонку в «Едиот ахронот», крупнейшей газете Израиля, где выступала за отделение иудаизма от политики.
Она пишет романы для взрослых и детей, а также научно-популярные книги. Некоторые из её романов переведены на английский язык, в частности «Если ты пробудишь любовь» — её первый роман, переведённый на английский язык. Он стал финалистом Национальной еврейской книжной премии 2007 года.

## Избранные книги
- Leftsock, 2007 (детский роман)
- If You Awaken Love, London/New Milford, AmazonCrossing, 2007
- Beyond My Sight, Kinneret, Zmora-Bitan, 2012
- Only When I Close My Eyes, Kinneret, Zmora-Bitan, 2015
- House on Many Waters, Kinneret, Zmora-Bitan, 2016
- Sonja's Zoom, Amsterdam/Antwerpen, Uitgeverij Atlas Contact, 2018